# Clasiopella
Clasiopella is een vliegengeslacht uit de familie van de oevervliegen (Ephydridae).

## Soorten
- C. uncinata Hendel, 1914